# Helfenburk u Bavorova
Helfenburk je zřícenina hradu asi 5,5 kilometru od Bavorova v okrese Strakonice. Nachází se v katastrálním území obce Krajníčko v nadmořské výšce 668 metrů. Od roku 1963 je chráněn jako kulturní památka.
Hrad založili po polovině čtrnáctého století páni z Rožmberka, kterým patřil, s výjimkou krátkodobých zástav, až do roku 1475. Do rukou Rožmberků se Helfenburk vrátil na počátku šestnáctého století, kdy se vojenský význam hradu začal zmenšovat. Nadále zůstával správním střediskem panství, ale v osmdesátých letech šestnáctého století byl opuštěn a postupně se změnil ve zříceninu.
V době svého vzniku patřil Helfenburk mezi módní a prestižní hrady s dvoupalácovou dispozicí. Postupem času byl rozšiřován o další prvky hradní architektury včetně věží. Svým relativně přesným datováním a pokročilými fortifikačními prvky je významná pozdně gotická přestavba provedená Václavem Vlčkem v letech 1477–1483.

## Historie

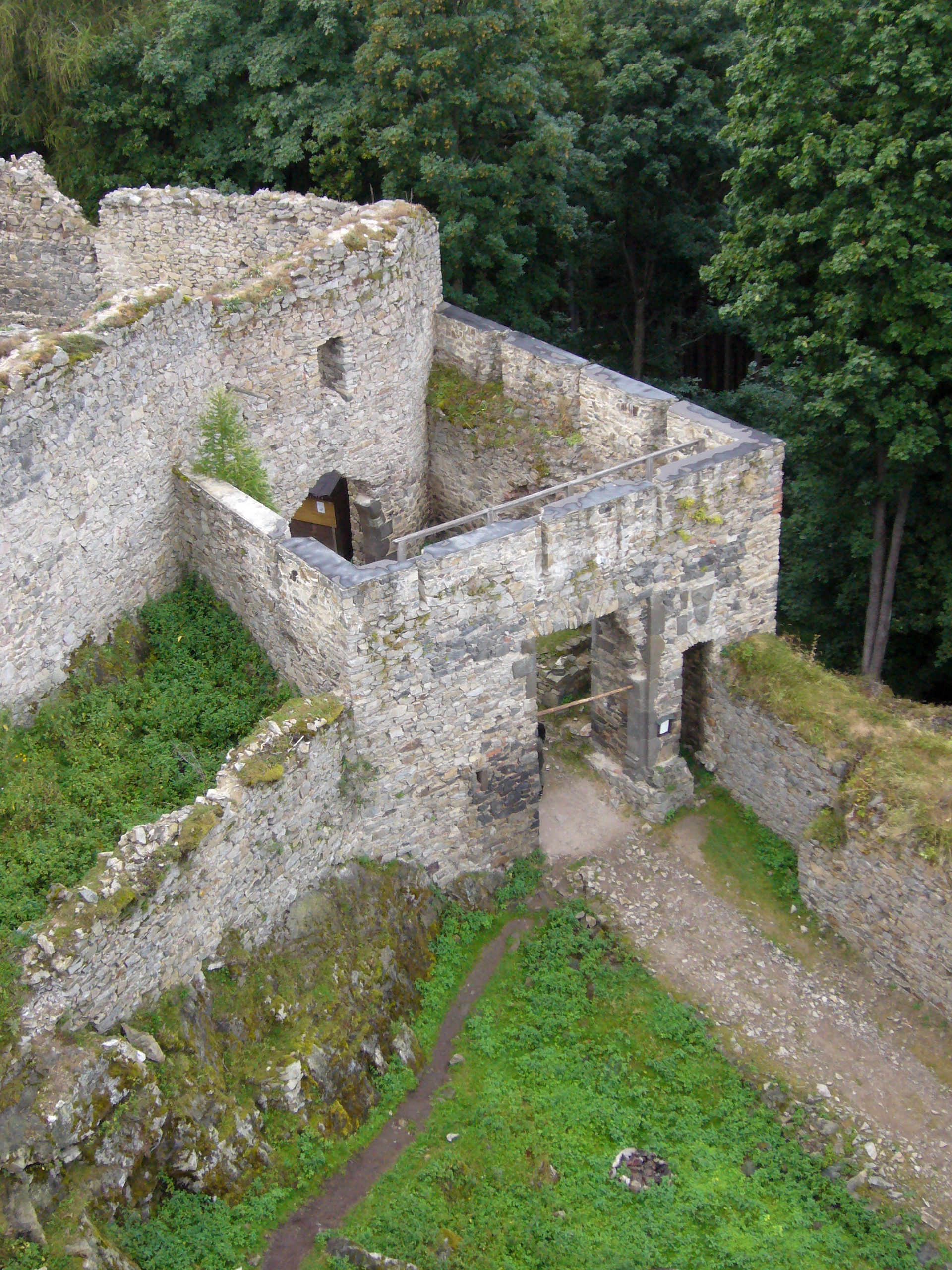
Třetí brána s předbraním

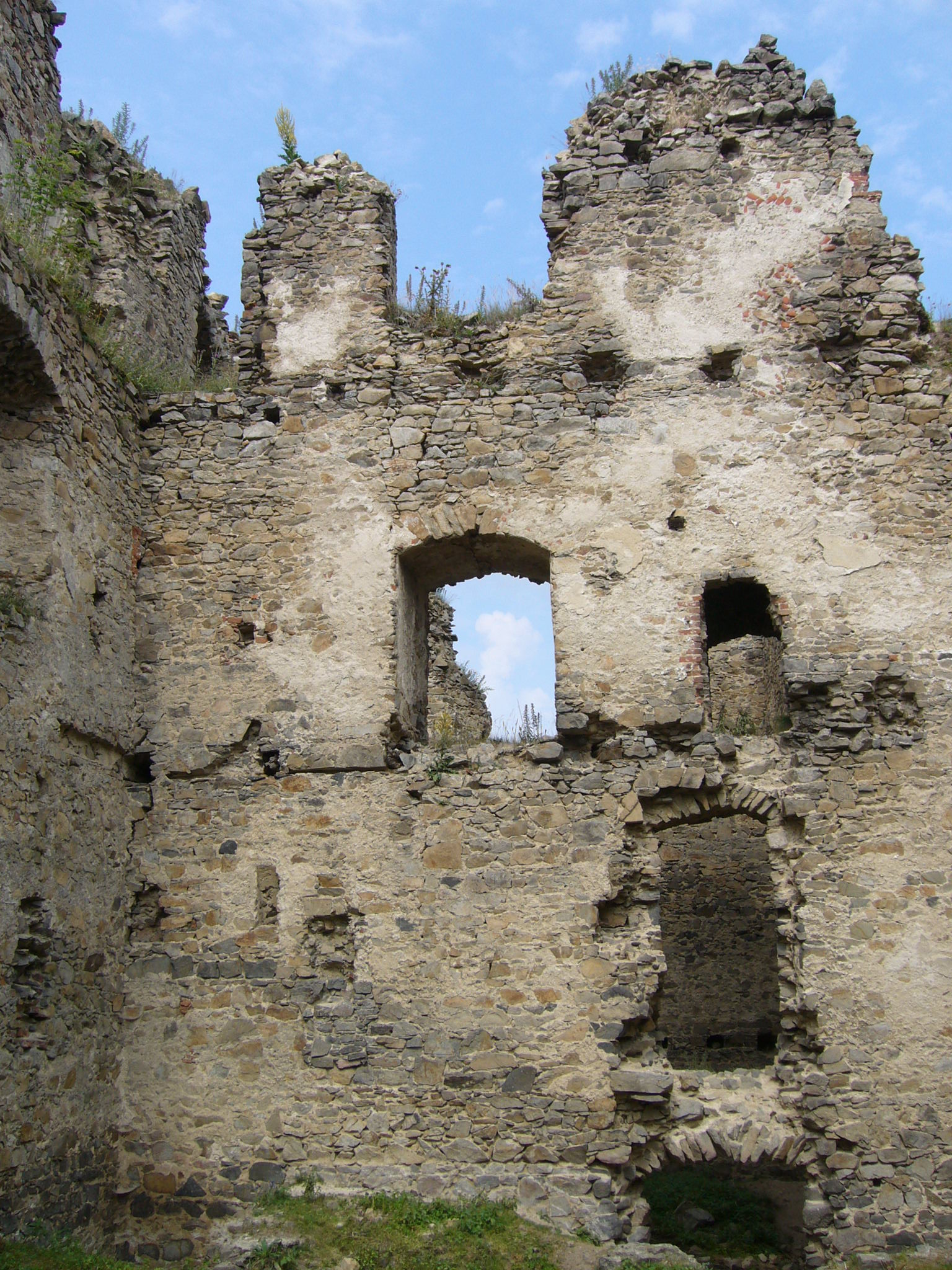
Interiér hradního paláce

Krajinu v okolí Bavorova získal před polovinou čtrnáctého století Petr I. z Rožmberka od své sestry Markéty provdané za Bavora III. ze Strakonic. Rožmberkové měli území nejprve v zástavním držení, ale roku 1351 je dostali jako dědičný majetek. Stavbu hradu na vrchu Malošín u Krajníčka povolil bratrům Petrovi, Joštovi, Oldřichovi a Janovi v Pise dne 21. května 1355 král Karel IV. za služby, které mu prokázali při korunovační cestě do Říma.
Po Janově smrti v roce 1389 se jediným vlastníkem hradu stal Oldřich, který zemřel hned následujícího roku, a Helfenburk připadl jeho synovi Jindřichu III. z Rožmberka. Jindřich patřil k odpůrcům vlády krále Václava IV. a byl členem panské jednoty. Královi přívrženci se proto pokoušeli hradu zmocnit, ale neuspěli. O pokusech hrad získat se Jindřich dozvěděl až při výslechu zajatců v roce 1397.
Jindřich zemřel v roce 1412 a Helfenburk zdědil jeho syn Oldřich II. z Rožmberka, za něhož majetek v době Oldřichovy nezletilosti spravoval Čeněk z Vartenberka, který mladého Oldřicha vychovával v duchu husova učení. Oldřich se však časem připojil ke katolické straně a po neúspěšném obléhání nově založeného Tábora na Helfenburku věznil husitské kněze, z nichž dva na hradě zemřeli. Během následujících husitských válek bylo dne 7. listopadu 1428 na hradě uzavřeno příměří mezi Oldřichem a městy Písek, Sušice a Prachatice nebo jiné z 9. prosince 1432 mezi Oldřichem a Smilem z Křemže.
Ještě za otcova života hrad krátce spravoval jeho syn Jindřich IV. z Rožmberka, po němž správu zadluženého panství převzal Jan II. z Rožmberka. Aby vyrovnal velké dluhy způsobené mnoha konflikty s Táborem, prodal Helfenburk dne 4. března 1457 i s Bavorovem a více než třiceti vesnicemi Janovi z Lobkovic na dobu pěti let za pět tisíc kop grošů. Jan z Rožmberka panství získal zpátky před uplynutím pěti let, ale už 31. března 1461 je znovu zastavil Mikuláši Přeškovi z Čestic za 1964 kop českých grošů. Přešek zemřel o rok později a Jan z Rožmberka hrad vykoupil zpět.
Během válek za krále Jiřího z Poděbrad stál Jan z Rožmberka roku 1467 na královské straně, ale následujícího roku se přidal k jednotě zelenohorské. Konflikt se hradu přímo nedotkl, ale trpěly zejména vesnice na jeho panství. Purkabí Adam z Drahonic však Jana žádal o zásoby potravin, střelného prachu, munice, děl a o jejich obsluhu. Podle inventáře z roku 1470 na hradě byly kromě jiného tři železné a jedna měděná houfnice, dvě tarasnice a 25 píšťal. Posádku o rok dříve tvořili tři jízdní bojovníci (včetně purkrabího), 26 pěších střelců a čeleď potřebná k provozu hradu.

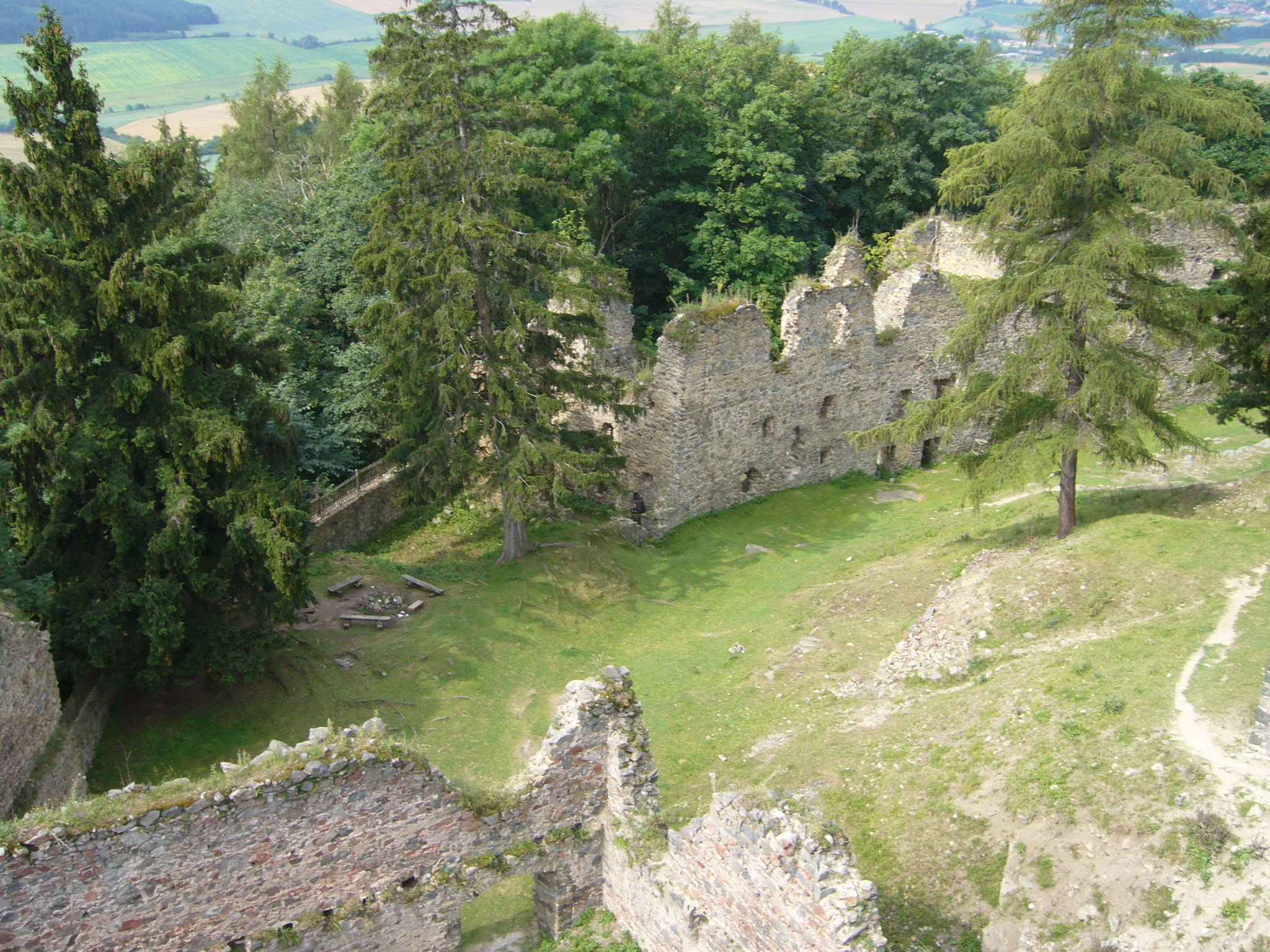
Druhé nádvoří s hospodářskou budovou

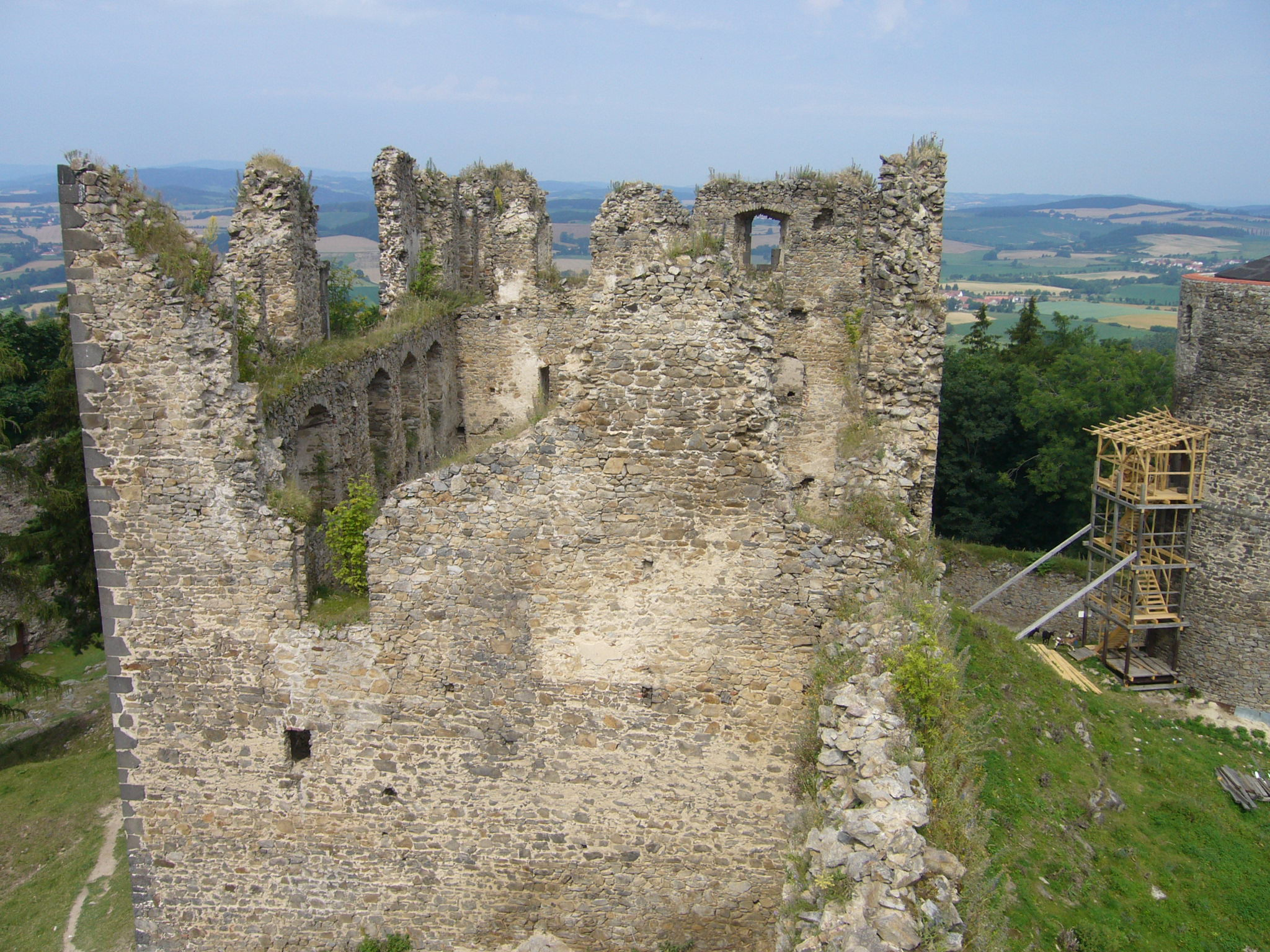
Hradní jádro z menší okrouhlé věže

Boje skončily až po smrti Jiřího z Poděbrad. Sám Jan z Rožmberka zemřel 8. listopadu 1472 a hrad zdědil Jindřich V. z Rožmberka. Svého otce přežil jen o tři roky, a tak se roku 1475 pánem Helfenburku stal teprve šestnáctiletý Vok II. z Rožmberka, jehož poručníkem byl Bohuslav ze Švamberka. Vok ještě téhož roku zadlužené panství prodal strakonickému velkopřevorovi Janovi ze Švamberka za 5500 zlatých, jehož purkrabím byl Heřman z Čestic. Od Jana ze Švamberka panství za stejnou částku v roce 1477 koupili Václav a Zikmund Vlčkovi z Černova.
Václav Vlček z Čenova byl zkušený válečník a ve službách krále Vladislava Jagellonského podnikal výpady proti příznivcům krále Matyáše Korvína. Vzhledem k tomu výrazně rozšířil a s ohledem na rozvinuté použití palných zbraní modernizoval opevnění. Konflikty s Rožmberky však přiměly Voka z Rožmberka, aby půjčil osm tisíc zlatých svobodným pánům Jindřichovi a jeho stejnojmennému bratrovi ze Štetenberka, kteří od Václava Vlčka hrad roku 1484 koupili a vzápětí jej Vokovi a Petrovi z Rožmberka zastavili.
V roce 1499 helfenburské panství zdědil nezletilý Oldřich z Hardeka, kterého jako poručník zastupoval Petr z Rožmberka. O čtyři roky Oldřich Helfenburk prodal Petrovi, Vokovi II. a Oldřichovi III. z Rožmberka za 14 500 kop míšeňských grošů.
Vladařem domu rožmberského byl Petr, který rodinné statky spravoval od roku 1493. Stejně jako jeho bratr Oldřich zemřel bezdětný, a majetek proto měli zdědit Vokovi synové. Helfenburské panství s dalšími statky smlouvou z roku 1519 připadlo Janovi III. z Rožmberka. V té době však už vojenský význam hradu upadal. Zůstával správním centrem panství, ale osmdesátých letech šestnáctého století se úředníci přestěhovali do Netolic, a když roku 1593 Petr Vok z Rožmberka prodával helfenburské panství Prachaticím, byl hrad označen jako pustý. Ještě nějakou dobu na něm žil hajný, ale obyvatelé okolních vesnic začali opuštěný hrad rozebírat na stavební materiál.
Prachatice přišly o svůj majetek za účast na stavovském povstání a roku 1622 konfiskát získali Eggenbergové a po nich roku 1719 Schwarzenbergové. Od roku 1928 je zřícenina majetkem státu. Ve třicátých letech proběhla konzervace zdí, která umožnila zříceninu zpřístupnit veřejnosti. V roce 1977 byla jižní věž upravena na rozhlednu.

### Purkrabí

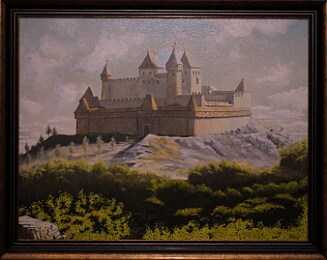
Helfenburk u Bavorova - rekonstrukce

Správu hradu za Rožmberků vykonávali purkrabí, kterými byli například Buzek ze Lhoty (1369–1375), Rynart z Čestic (1376–1380) a Jaroš z Drahonic (1385–1387), Jan Hrůza z Vlhav (1390), Ondřej z Bílska (1395–1397), Mikuláš Kosoř z Nihošovic (1403–1410), Vojtěch z Kraselova (1410–1412), Jan z Kraselova (1413–1419), Jan Šic z Drahonic (1419–1421), Hrůza z Vlhav (1421), Markvart z Buksic (1423), jakýsi Žákavec (1430), Václav Vlašek z Miloňovic (1434–1436), Jan mladší z Kraselova (1437), Jindřich Žákavec z Lažan (1438), Mikuláš Přešek z Čestic (1445–1447), Mikuláš z Želibořic (1450), Václav Vlašek z Miloňovic (1452–1454), Jan Tluksa z Vrábí (1457–1458), Zikmund Kába z Rybňan (1462), znovu Václav Vlašek z Miloňovic (1462), Adam z Drahonic (1469) a Jan z Vlksic (1471). Později úřad zastávali Jindřich ze Všechlap (1478), Jan Sokolík z Dubé (1484–1490), Albrecht Eitenhart z Flinspachu (1495), znovu Jan Sokolík (1496) a po něm opět Albrecht Eitenhart (1500).

## Stavební podoba

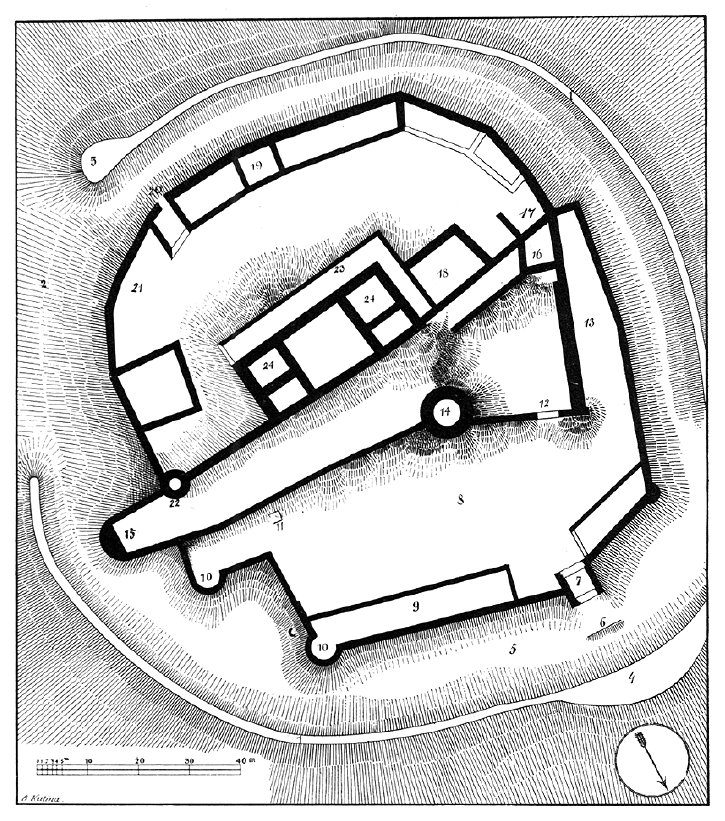
Půdorys hradu od Baltazara Kutiny publikovaný roku 1890

Hrad v dochované podobě je čtyřdílný, ale první nádvoří vzniklo až během pozdně gotické přestavby Václava Vlčka z Čenova. Obdélné dvoupalácové hradní jádro s bránou v jižní hradbě zaujalo nejvyšší část kopce a s výjimkou severní strany ho obepínal parkán. Paláce, které o patro převyšovaly spojovací hradby, mezi sebou svíraly obdélné nádvoří. Po jeho obvodu vedla dřevěná arkádová chodba, která spojovala prostory v prvním patře. Oba paláce byly podsklepené a ve všech patrech měly dvě kvalitně vybavené místnosti osvětlované velkými obdélnými okny. V prvním patře východního paláce se dochovaly pozůstatky táflování.
Severní hradba jádra v obou směrech pokračuje mimo jádro. Na východě ji ukončuje okrouhlá věž a na západě lichoběžníková věž třetí brány, pod kterou se nachází studna nebo cisterna. Věže spojuje obloukovitě vedená hradba, která uzavírá třetí nádvoří. Podél této hradby stály hospodářské budovy. Na severní straně se nacházelo lichoběžníkové druhé nádvoří, v jehož čele stojí do hradby vetknutý bergfrit přístupný v prvním patře sedlovým portálem. Brána do nádvoří se nacházela v severozápadním nároží. Byla kulisová a uzavírala se hřebenem. Před vlastní branou bylo předbraní.
Ke zlepšení dělostřelecké obrany vzniklo ve druhé polovině patnáctého století první nádvoří s řadou nových hospodářských budov. Jeho hradbu zesilovaly tři polookrouhlé bašty se šterbinovými střílnami a čtverhranná věž první brány. Koruny hradeb i bašt byly vybavené krytým střeleckým ochozem a podobně byla upravena také hradba třetího nádvoří. Tři čtvrtiny obvodu hradu zajistil nový příkop.

## Přístup
| Rok  | Počet návštěvníků |
| ---- | ----------------- |
| 2015 | 14 765            |
| 2016 | 15 931            |
| 2017 | 15 078            |

Zřícenina je přístupná od března do října v návštěvních hodinách. Vedou k ní červeně značená turistické trasa z Husince a po modře značená trasa z Bavorova do Volyně. Mezi vesnicemi Koječín a Štětín odbočuje ze silnice II/142 asfaltovaná cesta ke hradu.